# San Nicolás del Puerto
San Nicolás del Puerto település Spanyolországban, Sevilla tartományban. San Nicolás del Puerto Alanís, Constantina és Cazalla de la Sierra községekkel határos. Lakosainak száma 600 fő (2024).

## Népesség
A település népessége az elmúlt években az alábbi módon változott:
| Lakosok száma | 710  | 691  | 674  | 662  | 634  | 621  | 593  | 596  | 602  | 600  |
|               | 2001 | 2004 | 2007 | 2009 | 2012 | 2014 | 2017 | 2019 | 2022 | 2024 |